# Serra de la Vaca
La Serra de la Vaca és una serra situada al municipi de Queralbs, a la comarca del Ripollès, amb una elevació màxima de 2.649 metres.